# اچ‌ام‌اس تابارد (پی۳۴۲)
اچ‌ام‌اس تابارد (پی۳۴۲) (به انگلیسی: HMS Tabard (P342)) یک زیردریایی بود که طول آن ۲۷۳ فوت (۸۳ متر) بود. این زیردریایی در سال ۱۹۴۵ ساخته شد.